# Célula delta

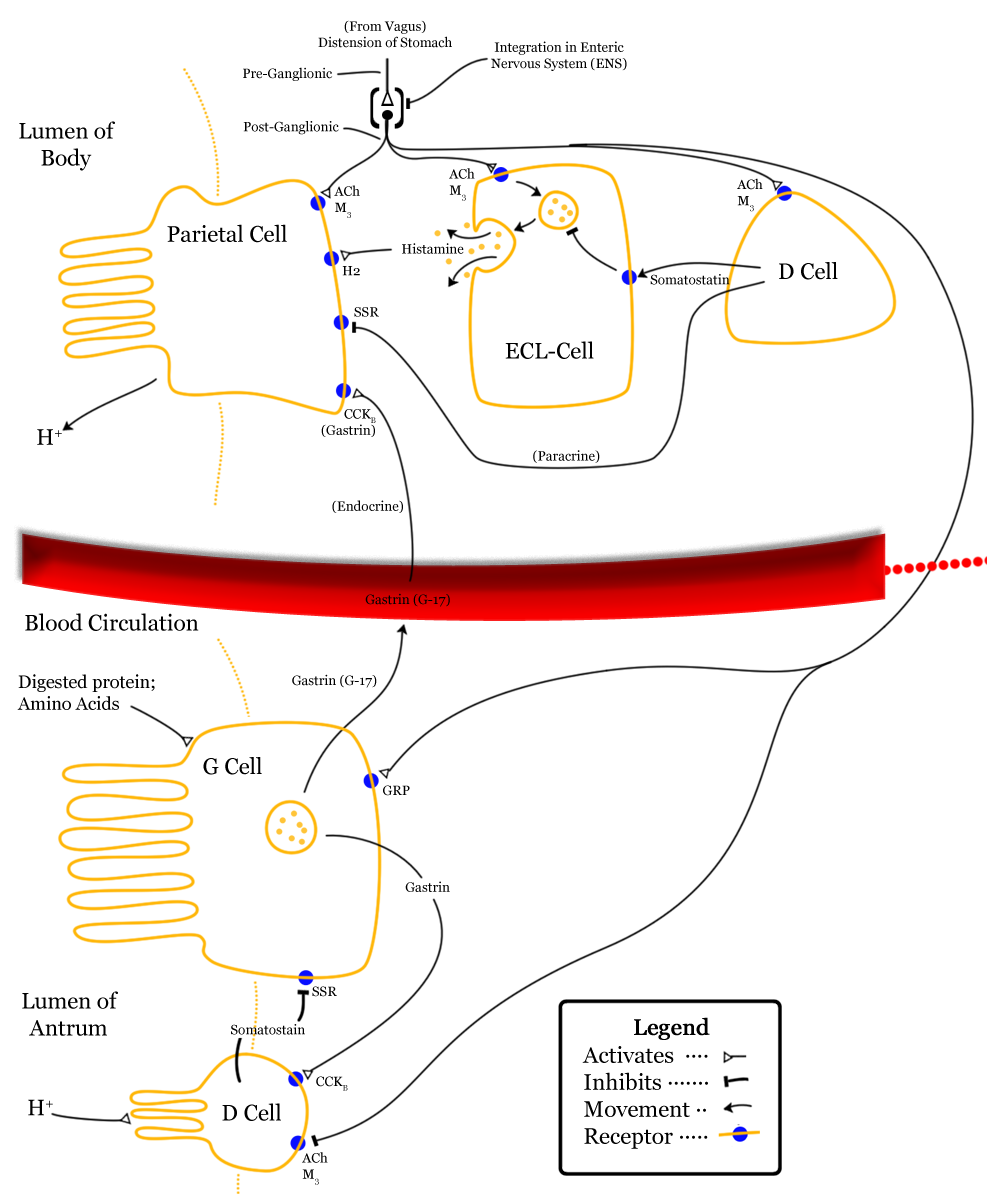
Control del ácido estomacal.

Las células delta son un grupo de células que producen la hormona somatostatina y se encuentran distribuidas en la mucosa del estómago, los islotes de Langerhans en el páncreas y la mucosa del intestino delgado y colon.

## Función de la somatostatina
La somatostatina es secretada además también por el hipotálamo y otras zonas del sistema nervioso central. Esta hormona inhibe la síntesis y/o secreción de la hormona del crecimiento o somatotropina por parte de la hipófisis, pero posee también otras funciones, por ejemplo disminuye la movilidad del estómago, duodeno y vesícula biliar, disminuyendo también la absorción por el tubo digestivo e inhibiendo la secreción de insulina por las células beta del páncreas y de glucagón por las células alfa del páncreas, jugando por lo tanto un importante papel en la regulación del nivel de glucosa en sangre.

## Islotes de langerhans
Las células delta constituyen alrededor del 10% de los islotes de Langerhans situados en el páncreas.

## Medicina
Existe un tipo de tumor provocado por la proliferación incontrolada de las células delta que recibe el nombre de somatostatinoma.